# SCS Software
SCS Software är en tjeckisk datorspelsutvecklare med huvudkontor i Prag.
Företaget producerar olika simulatorspel till PC som exempelvis American Truck Simulator, Euro Truck Simulator, Euro Truck Simulator 2, 18 Wheels Of Steel, Hunting Unlimited, Deer Drive, Scania Truck Driving Simulator.